# Stefan Batory (przedsiębiorca)
Stefan Batory (ur. 22 lutego 1978 w Kolbuszowej) – polski przedsiębiorca, założyciel wielu startupów, m.in. iTaxi i Booksy.

## Życie i działalność
Absolwent Wydziału Fizyki Technicznej i Matematyki Stosowanej Politechniki Warszawskiej. 
Założyciel notowanej na New Connect eo Networks oraz Sensi Soft, iTaxi i Booksy. Biegacz amator, ultramaratończyk.

## Nagrody i wyróżnienia
- Tytuł „Zdobywca Rynku” w kategorii najlepsi młodzi managerowie przyznany przez Redakcję Magazynu Polish Market w 2014
- Zwycięzca 6. edycji rankingu Brief 50 Najbardziej Kreatywnych w Biznesie w 2016[3]
- Tytuł „Osobowość Biznesu” w akcji Polska Firma Przyszłości organizowanej przez Gazetę Wyborczą w 2016[4]
- Aulery 2016 – nagroda dla twórców najlepszych polskich startupów
- People Transforming Business – jeden z 80 Polaków, których Business Insider uznał za twórców największych zmian w biznesie – zarówno w kraju, jak i za granicą[5]
- Ambasador Polskich Innowacji 2019[6]
- Finalista 10. edycji Nagrody PRB w kategorii Wizja i Innowacje[7]
- Wyróżniony przez tygodnik Newsweek, jako jeden ze 100 Najbardziej Wpływowych Polaków[8]
- Laureat VII edycji BrandMe CEO[9]
- Pierwszy Polak, który został zwycięzcą amerykańskiej edycji najbardziej prestiżowego konkursu dla przedsiębiorców - EY Przedsiębiorca Roku 2025 (w regionie Midwest)[10]